# Jodipan
Jodipan is een bestuurslaag in het regentschap Malang van de provincie Oost-Java, Indonesië. Jodipan telt 11.538 inwoners (volkstelling 2010).